# Justicia chol
Justicia chol är en akantusväxtart som beskrevs av T.F. Daniel. Justicia chol ingår i släktet Justicia och familjen akantusväxter. Inga underarter finns listade i Catalogue of Life.